# William Purnell
William Reynolds Purnell né le 6 septembre 1886 et mort le 3 mars 1955 est un officier de la marine américaine qui a servi pendant la Première et la Seconde Guerre mondiale. Diplômé en 1908 de l'Académie navale des États-Unis, il a commandé des destroyers pendant la Première Guerre mondiale. Il reçoit la croix de la Marine pour son rôle dans la protection des convois contre les sous-marins allemands en tant que commandant de l'USS Lamson.
Il est promu contre-amiral en novembre 1941. Pendant la Seconde Guerre mondiale, il est chef d'état-major de la flotte asiatique au début de la guerre du Pacifique. Il a ensuite occupé le poste de chef adjoint des opérations navales pour le matériel. Il était le représentant de la marine au Comité mixte sur les nouvelles armes et équipements et, à partir de septembre 1942, le représentant de la marine au Comité de la politique militaire, le comité de trois hommes qui supervisait le projet Manhattan. Purnell a aidé à coordonner ses activités avec celles de la marine. En 1945, il se rend à Tinian en tant que représentant du Comité de politique militaire et coordonne les préparatifs du bombardement atomique d'Hiroshima et de Nagasaki avec des commandants supérieurs de l'armée et de la marine dans le Pacifique. Il quitte la marine en 1946 et meurt en 1955.

## Biographie
Purnell devient chef d'état-major de la flotte asiatique de l'amiral Thomas C. Hart. Purnell a représenté les États-Unis lors d'une conférence de planification à Singapour en avril 1941 au cours de laquelle des commandants américains, britanniques, néerlandais, australiens et néo-zélandais ont tenté de coordonner leurs plans pour une guerre de plus en plus probable avec le Japon. Il est promu contre-amiral en novembre 1941,. Les Japonais ont avancé rapidement et la flotte asiatique s'est déplacée des Philippines à Java en janvier. Alors que les Japonais se rapprochaient de Java, Purnell s'est envolé pour Broome le 25 février.
En Australie, Purnell est devenu chef d'état-major du vice-amiral William A. Glassford, commandant des forces navales américaines du Pacifique Sud-Ouest. Lorsque Glassford est parti en mai 1942, Purnell a pris sa place. Lui aussi quitta l'Australie en juin 1942 pour aller travailler à Washington, au bureau du commandant en chef de la Flotte des États-Unis, l'amiral Ernest J. King. Pour ses services, il a reçoit la Navy Distinguished Service Medal.